# Felipe Orts Lloret
Felipe Orts Lloret (La Vila Joiosa, Marina Baixa, 1 d'abril de 1995) és un ciclista valencià, especialista en ciclocròs. Del seu palmarès destaca la medalla de plata als Campionats del món de ciclocròs de 2017 en categoria sub-23. Ha guanyat 7 cops el Campionat d'Espanya de ciclocròs.

## Palmarès en ciclocròs
- 2012-2013
  -  Campió d'Espanya de ciclocròs júnior
- 2015-2016
  -  Campió d'Espanya de ciclocròs sub-23
  - 1r al Gran Premi Les Franqueses
  - 1r al Ciclocròs Ciutat de València
- 2016-2017
  -  Campió d'Espanya de ciclocròs sub-23
  - Medalla de plata al Campionat del món sub-23 en ciclocròs
- 2017-2018
  - 1r al Ciclocròs d'Enova
  - 1r al Ciclocròs de Medina de Pomar
  - 1r al Ciclocròs de Villarcayo
  - 1r al Ciclocròs de Laudio
  - 1r al Ciclocròs d'Elorrio
  - 1r al Ciclocròs Utsunomiya
  - 1r al Trofeu Joan Soler
  - 1r al Ciclocròs Ciutat de València
  - 1r al Ciclocròs d'Abadiño
  - 2n al campionat d'Espanya de ciclocròs en Legazpi
- 2018-2019
  -  Campió d'Espanya de ciclocròs
  - 1r al Ciclocròs International Xaxancx
  - 1r al Ciclocròs de Laudio
  - 1r al Gran Premi Internacional ciutat de Vic
  - 1r al Ciclocròs Abadiñoko udala saria
  - 1r al Trofeu San Andrés
  - 1r al Ciclocròs d'Utsunomiya
- 2019-2020
  -  Campió d'Espanya de ciclocròs
  - 1r al Ciclocròs de Laudio
  - 1r al Ciclocròs d'Elorrio
  - 1r al Ciclocròs Ciutat de València
  - 1r al Gran Premi Les Franqueses
  - 1r al Ciclocròs de Manlleu
  - 1r al Gran Premi Internacional ciutat de Vic
  - 1r al Ziklo Kross Igorre
  - 1r al Ciclocròs Ciutat de Xàtiva
- 2020-2021
  -  Campió d'Espanya de ciclocròs[3]
  - 1r a la Copa d'Espanya de ciclocròs i vencedor de 3 proves
- 2021-2022
  -  Campió d'Espanya de ciclocròs
  - 1r al Ciclocròs Internacional Xaxancx
  - 1r al Gran Premi de la comuna de Contern
  - 1r a l'Elorrioko Basqueland Ziklokrosa
  - 1r al Ciclocròs Ciutat de Xàtiva
  - 1r al Ciclocròs Ciutat de València
- 2022-2023
  -  Campió d'Espanya de ciclocròs
  - 1r al Ciclocròs Internacional Lago de As Pontes
  - 1r al Ciclocròs Internacional Concello de Ribadumia
  - 1r al Ciclocròs Ciutat de Xàtiva
- 2023-2024
  -  Campió d'Espanya de ciclocròs
  - 1r al Ciclocròs Ciutat de València
  - 1r al Ciclocròs Ciutat de Xàtiva
  - 1r al Ciclocròs International Xaxancx
  - 1r al Ciclocròs de Melgaço
  - 1r al Ciclocròs Ciudad de Tarazona
- 2024-2025
  -  Campió d'Espanya de ciclocròs
  - 2n als Campió d'Europa de ciclocròs
  - 1r al Ciclocròs de Rucphen